# 마쓰라군
마쓰라군(일본어: 松浦郡, まつらぐん/まつらのこおり)은 히젠국(현재의 나가사키현과 사가현)의 북서쪽에 설치되었던 군이다.

## 구역
2010년 현재의 다음 행정 구역에 해당한다. (가나다 순)
- 나가시키 현
  - 고토시
  - 마쓰우라시
  - 사세보시의 일부
  - 히라도시
  - 기타마쓰우라군 사자정
  - 기타마쓰우라 군 시키마치 정
  - 기타마쓰우라 군 에무카에 정
  - 기타마쓰우라 군 오지카정
  - 미나미마쓰우라군 신카미고토정
- 사가 현
  - 가라쓰시
  - 이마리시
  - 니시마쓰우라군 아리타정
  - 히가시마쓰우라군 겐카이정

## 연혁
《위지왜인전》의 마쓰라 국(末廬国, 말로국)이 마쓰라 군이라고 여겨지며, 현재의 가라쓰시 근처라고 생각된다. 관아는 현재의 가라쓰 시 내에 위치했다고 추정된다.
1878년 (메이지 11년) 7월 21일, 군구정촌 편제법 제정에 의해, 마쓰라 군은 나가사키현의 히가시마쓰우라군(東松浦郡), 니시마쓰우라군(西松浦郡), 미나미마쓰우라군(南松浦郡), 기타마쓰우라군(北松浦郡)의 네 군으로 분할되었다. 그 후 사가현이 나가사키 현에서 분리될 때, 히가시마쓰우라 군과 니시마쓰우라 군은 사가 현에 속하고, 미나미마쓰우라 군과 기타마쓰우라 군은 나가사키 현에 남았다.

## 같이 보기
- 가가미 신사